# Chamaespartium
Chamaespartium là một chi thực vật có hoa trong họ Đậu.